# 유괴 (악향절후)
유괴(劉蒯, ? ~ ?)는 전한 후기의 제후로, 하간헌왕의 손자이다.

## 생애
신작 3년(기원전 59년), 아버지 유동의 뒤를 이어 악향후(樂鄕侯)에 봉해졌다.
시호를 절이라 하였고, 작위는 아들 유등이 이었다.

## 출전
- 반고, 《한서》 권15상 왕자후표 上

| 선대 아버지 악향헌후 유동 | 전한의 악향후 기원전 59년 ~ ? | 후대 아들 악향경후 유등 |